# 三軸試驗

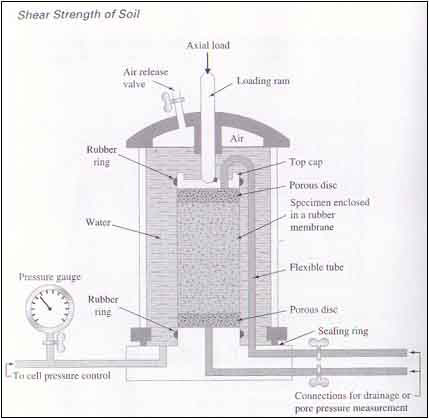
三軸試驗裝置示意圖

三軸試驗（Triaxial test）或三轴剪切试验（Triaxial shear test），是土力學中現有決定剪應力強度參數最可靠的方法之一。它在例行性試驗或研究中廣泛為使用。
在此試驗中，一般所之土壤試體直徑約1.4英吋（36毫米），長度為3英吋（76毫米）。用薄橡皮膜包裹之試體放在一裝有水或甘油之圓塑膠容器內。經由容器內液體之壓縮對試體施加圍壓。要造成試體受剪破壞，我們必須透過一垂直之加載活塞來施加軸向應力。
三種一般性之標準三軸試驗：
1. 壓密－排水試驗（Consolidated Drained，CD；CD試驗）
2. 壓密－不排水試驗（Consolidated Undrained，CU；CU試驗）
3. 不壓密－不排水試驗（Unconsolidated Undrained，UU；UU試驗）

## 壓密－排水三軸試驗
在CD試驗中，首先透過三軸容器液體之壓縮，對飽和之試體施加一全方位之圍壓。圍壓施加之後，試體內之孔隙水壓增加。
此一孔隙水壓之增加可用一無因子參數之形式來表示：
{\displaystyle B={\frac {u_{c}}{\sigma _{3}}}}
對飽和之軟土，B約等於1；但是飽和之硬土，B值則可能小於1。Black and Lee (1973)為不同土壤在完全飽和的情況下B之理論值。
| 土壤種類                             | 理論值 |
| ------------------------------------ | ------ |
| 正常壓密軟黏土                       | 0.9998 |
| 輕微過壓密軟黏土與粉土               | 0.9988 |
| 過壓密硬黏土與砂土                   | 0.9877 |
| 非常緊的砂土與非常硬之黏土在高圍壓下 | 0.9130 |

如果將排水閥打開，超額孔隙水壓之消散，也就是壓密，就會發生。隨著時間增加，孔隙水壓最後會等於0。在飽和土壤內，壓密過程中試體體積之變化可以用排出孔隙水之體積來獲得。很緩慢的增加試體所受之軸差應力，排水閥繼續是開的，因為軸差應力施加速率之緩慢讓所產生之孔隙水壓可以完全的消散。
使用不同的圍壓，我們可以對類似的試體進行數個試驗。使用每一試驗中所得破壤時之最大與最小主應力，就可以得到摩爾圓破壤包絡線。破壞包絡線與摩爾圓之切點應標給予破壞面上之應力值。
一個黏質土壤之壓密-排水三軸試驗可能需要數天來完成。需要這些時間的原因是為了確保土壤試體完全的排水而必須以很慢的速率加壓。因此，CD類型之三軸試驗並不常用於黏土試體。

## 壓密－不排水三軸試驗
壓密-不排水試驗是三軸試驗中最常用的。在此試驗中，飽和之試體首先用三軸容器內全方位之液體壓力加以壓密，造成排水。當圍壓增加所造成之孔隙水壓消散之後，再對試體增加軸差應力達到破壞。在此階段之試驗中，試體之排水管線是關閉的。因為不允許排水，孔隙水壓會改變。在試驗中，同時量測Δσd 與 Δud 。此Δud 之增加可以用一個無因子之形式來表示如下
{\displaystyle {\overline {A}}={\frac {\Delta u_{d}}{\Delta \sigma _{d}}}}
其中{\displaystyle {\begin{smallmatrix}{\overline {A}}\end{smallmatrix}}} = Skempton孔隙水壓參數
黏土之壓密-排水試驗需要相當長的時間。為此，可以為這些土壤做壓密-不排水附帶孔隙水壓量測之試驗來得到排水剪力強度參數。因為在施加軸差應力時不準許試體排水，所以試驗可以快速進行。

## 不壓密－不排水三軸試驗
在不壓密-不排水試驗中，土壤試體在受圍壓時不準許排水。試體在不排水的情況下以施加軸差應力來達到剪力破壞。因為試體在任何一階段都不排水，試驗可以很快的施做完成。因為施加圍壓土壤試體中之孔隙水壓會增高到uc。在施加軸差應力孔隙水壓會進一步的增高。
本試驗通常運用於黏土試體，對於完全飽和的凝聚性土壤而言是一個很重要的強度觀念。達到破壞所需施加之軸差應力實際上與圍壓無關而是一個定值。